# Капитуляция лорда Корнуоллиса
«Капитуляция лорда Корнуоллиса» — картина маслом Джона Трамбулла. Картина  была завершена в 1820 году и сейчас размещена в ротонде Капитолия Соединенных Штатов в Вашингтоне.
На картине изображена капитуляция британского генерал-лейтенанта Чарльза, графа Корнуоллиса, в Йорктауне, штат Вирджиния, 19 октября 1781 года, положившая конец осаде Йорктауна, которая фактически гарантировала независимость Америки. На изображении изображены многие командиры американских войск, принимавших участие в осаде Йорктауна.
Трамбалл очистил и покрыл картину лаком в 1828 году, и с тех пор за ней периодически ухаживали. В 1971 году было устранено повреждение от монеты, брошенной с такой силой, что было пробито полотно. Все картины Ротонды последний раз очищались в 2008 году.

## Описание

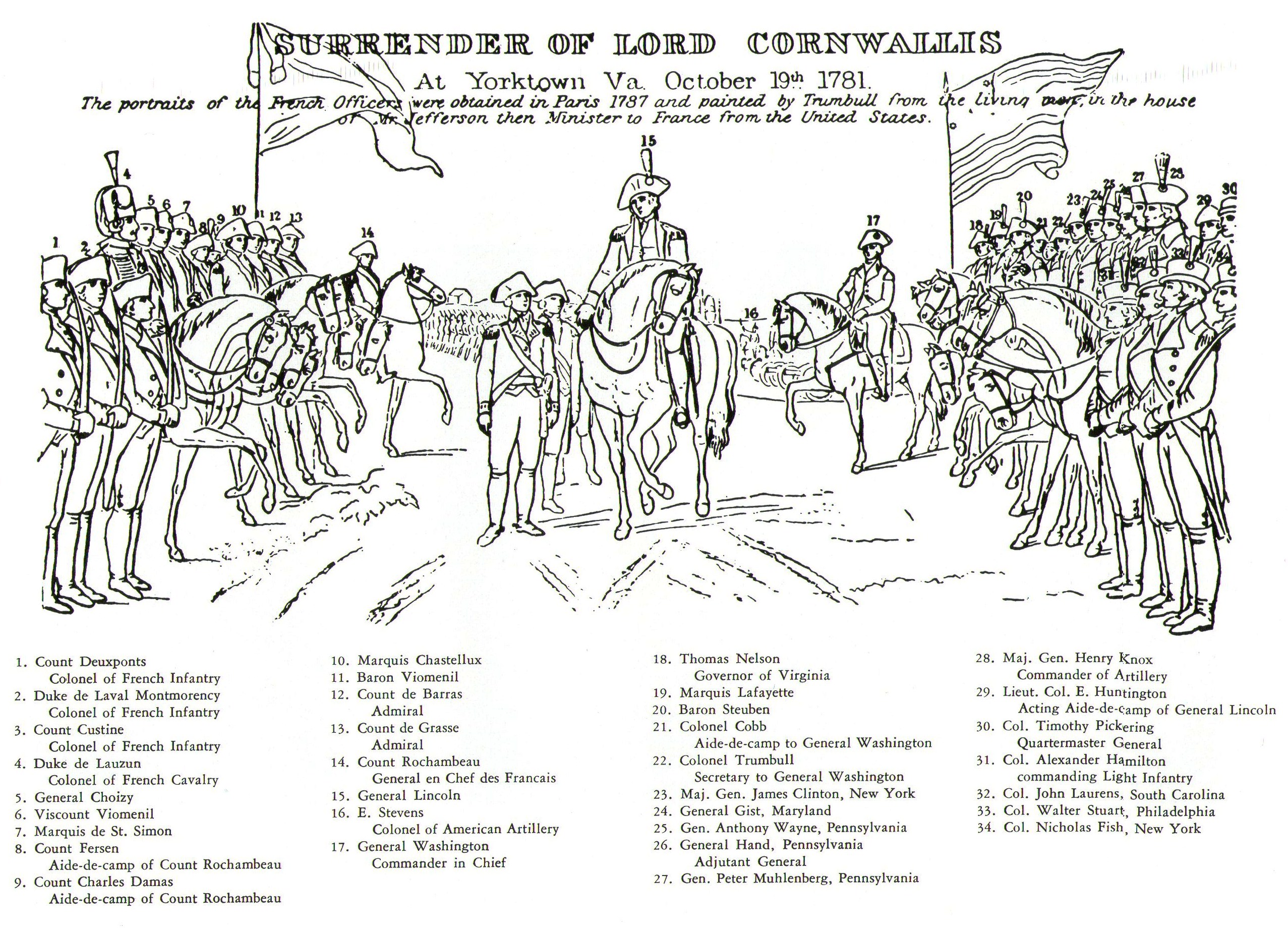
Описание изображенных на картине

Сюжет этой картины — капитуляция британской армии в Йорктауне в 1781 году, положившая конец Йорктаунской кампании, последней крупной кампании Войны за независимость. В начале сентября 1781 года Корнуоллис закрепившись в Йорктауне с армией в 7000 человек, и надеялся на помощь флота, но британские корабли были отбиты французским флотом в Чесапикском сражении. В течение нескольких недель генерал Вашингтон развернул гораздо большую армию, и в начале октября его артиллерия обстреляла британские позиции. После того, как американские и французские войска захватили два британские редута, 19 октября 1781 года Корнуоллис сдался.
В центре картины появляется американский генерал Бенджамин Линкольн верхом на белом коне. Он протягивает правую руку к мечу сдавшегося британского офицера генерала Чарльза О'Хары, который возглавляет длинную линию войск, уходящую назад. Слева - пешие и конные французские офицеры под белым знаменем королевской семьи Бурбонов. Справа - американские офицеры под звездами и полосами; среди них маркиз де Лафайет и полковник Джонатан Трамбалл, брат художника. Генерал Джордж Вашингтон, верхом на коричневой лошади, оставался на заднем плане, потому что сам Корнуоллис не присутствовал при капитуляции. Граф де Рошамбо находится слева в центре на коричневой лошади.